# 小行星85308
小行星85308（85308 Atsushimori）是一颗绕太阳运转的小行星，为主小行星带小行星。该小行星于1994年11月19日发现。
該小行星以日本天文學家Atsushi Mori命名。

## 轨道参数
小行星85308的轨道半长轴为342 055 852 km，2.2864696 UA，离心率为0.182。